# The Last of Us Part II
The Last of Us Part II este un joc de acțiune-aventură dezvoltat de Naugthy Dog și publicat de Sony Interactive Entertainment pentru PlayStation 4. Setat la cinci ani după evenimentele din The Last Of Us, jucătorul preia controlul a două personaje: Ellie, care caută răzbunare după ce a suferit o mare tragedie, și Abby Anderson, un  soldat care devine implicată într-un conflict cu un cult misterios și miliția ei în Statele Unite post-apocaliptice. Jocul este jucat dintr-o perspectivă third-person. Jucătorii pot folosi arme de foc, arme improvizate și furișare, pentru a se apăra împotriva oamneilor ostili și creaturilor canibale infectate cu o tulpină mutată a virusului Cordyceps.
Dezvoltarea lui a început în 2014, imediat după lansarea lui The Last of Us Remastered. Neil Druckmann s-a întors ca director de creație, scriind povestea împreună cu Halley Gross. Jocul a fost anunțat în 2016, lansarea lui fiind întârziată de două ori, mai întâi de la dezvoltarea ulterioară, iar apoi după problemele provocate de pandemia de COVID-19. Jocul a fost lansat pe 19 iunie 2020.
Jocul a primit 'aclamare universală' din partea criticilor. A fost lăudat pentru mecanicele de gameplay, pentru fidelitatea vizuală, pentru performanțe și caractere; narațiunea și prezentarea unui caracter transgen a polarizat criticii și comunitatea. "Part II" este unul dintre cele mai bine vândute jocuri exclusive de Playstation 4 și unul dintre cele mai rapid vândute, vînzîndu-se în peste 4 milioane de copii în weekend-ul său de la lansare.

## Gameplay
The Last Of Us Part II este un joc de acțiune-aventură jucat dintr-o perspectivă third-person. Jucătorul traversează medii ficțiune apocaliptică și post-apocaliptică, precum păduri sau clădiri pentru a avansa în poveste. Jucătorul poate folosi arme de foc, arme improvizate și furișare, pentru a se proteja împotriva oamenilor ostili și creaturilor canibale infectate cu o tulpină mutată a virusului Cordyceps. Natura agilă a jocului adaugă elemente de platformer, permițându-i caracterului să sară și să se cațere pe anumite structuri pentru a primi avantaje în luptă. Controlul se schimbă intermitent între Ellie și Abby; jucătorul de asemenea îl controlează pe Joel în secvența de deschidere. Cîteva zone din joc pot fi navigate fie cu ajutorul calului, fie cu ajutorul bărcii cu motor.
în luptă, jucătorul poate folosi arme de lungă durată, ca pușcă și arc cu săgeți, și arme de scurtă durată, ca pistol și revolver. Jucătorul este abil să se descurce și cu arme corp la corp de durată limitată ca machetă și ciocan, și să arunce cărămizi și sticle pentru a distrage sau ataca inamicii. Obiectele colectate pot fi utilizate pentru a face upgrade -uri la arme la mesele de lucru sau pentru a face de mînă truse de prim-ajutor, cocktailuri cocktail Molotov și pentru a improviza amortizoare. Jucătorul poate colecta supliment pentru a face upgrade -uri la un copac de abilități; manualele de training găsite prin tot mediul pot debloca ramuri adiționale, permițînd upgrade-uri atributivelor precum bara de sănătate, viteza de făcut lucruri, și anumite tipuri de muniție.
Deși jucătorul poate ataca inamicii direct, poate de asemenea să-i atace nedetectați sau să se furișeze pe lîngă ei. Modul 'Listen' îi permite jucătorului să localizeze inamicii printr-un simț dezvoltat al auzului și al conștientizării spațiale, marcate prin contururi vizibile printre ziduri și obiecte. În sistemul de acoperire, jucătorul se poate ghemui în spatele obiectelor pentru a primi avantaje în luptă, și poate să se tîrască într-o poziție întinsă pentru a distrage inamicii.